# Curitiba
 (mars 2014).
Si vous disposez d'ouvrages ou d'articles de référence ou si vous connaissez des sites web de qualité traitant du thème abordé ici, merci de compléter l'article en donnant les références utiles à sa vérifiabilité et en les liant à la section « Notes et références ».
Curitiba est une grande ville du Brésil et la capitale de l'État du Paraná. En 2017, la ville a 1 908 359 habitants et sa région métropolitaine compte 3 400 100 habitants.
D'après le magazine Forbes en 2009, Curitiba est la troisième ville la plus sage du monde. Ce classement considère que la ville intelligente est celle qui se soucie, conjointement, de l'écologie, du développement durable, de la qualité de vie, de mettre à disposition des infrastructures performantes et d'avoir une économie dynamique. La cité est un exemple de planification du développement urbain, avec notamment l'invention du métro de surface. Elle est appelée Cidade Modelo da América Latina (« Cité-modèle de l'Amérique latine »). Cette réussite est néanmoins plus nuancée en 2014.

## Subdivisions
La ville de Curitiba est divisé en 75 quartiers au total, regroupés en dix régions administratives.

### Les dix régions administratives et ses quartiers
- La région de Bairro novo :

Les quartiers de Bairro novo, Sítio cercado, Ganchinho, Umbará.
- La région de Pinheirinho :

Les quartiers de Pinheirinho, Capão raso,Novo mundo,Fanny, Lindóia.
- La région de Fazendinha/Portão :

Les quartiers de Fazendinha, Portão, Água verde, Santa Quitéria, Vila Izabel, Parolin, Guaíra, Seminário.
- La région de Boqueirão :

Les quartiers de Boqueirão, Hauer,Xaxim, Alto boqueirão.
- La région de Tatuquara :

Les quartiers de Tatuquara,Campo de santana,Caximba.
- La région de Cidade Industrial :

Les quartiers de CIC-Cidade Industrial de Curitiba.(ville industrielle de Curitiba) ,Riviera, São miguel, Augusta.
- La région de Cajuru :

Les quartiers de Cajuru, Uberaba, Jardim das Américas,Guabirotuba, Capão da imbuia.
- La région de Boa vista :

Les quartiers de Boa vista,Bacacheri, Bairro Alto, Tarumã,Santa Cândida,Tingui,Atuba, Cachoeira, Bairro novo, Barreirinha,Abranches, Taboão, Pilarzinho, São lourenço.
- La région de Matriz :

Les quartiers de Matriz, Centro cívico, Bigorrilho, Mercês, São francisco, Bom retiro,Ahú, Cabral,Juvevê,Hugo lange, Jardim social, Alto da XV, Alto da glória, Cristo rei, Jardim Botânico,Prado velho,Rebouças
- La région de Santa Felicidade :

Les quartiers de Santa felicidade, Campina do Siqueira, Campo comprido,Mossunguê,Orleans,São brás, Santo Inácio, Cascatinha, Vista alegre, São joão,Butiatuvinha, Lamenha pequena.

## Géographie
Elle est située à 934 m d'altitude, sur le piémont de la Serra do Mar, à une centaine de kilomètres du port de Paranaguá. Sa position géographique est de 25,42° Sud, et 49,29° Ouest. Curitiba se trouve sur les rives du rio Iguaçu, dans son cours supérieur.

### Climat

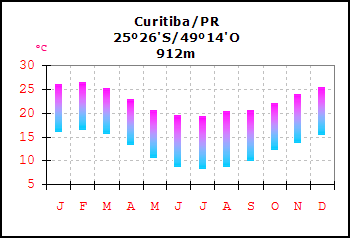
Curitiba est la capitale d'État la plus froide du Brésil avec une moyenne annuelle de.

Le climat de Curitiba est océanique et très influencé par l'altitude et la proximité de la mer. Selon la classification de Köppen, il est classé Cfb, humide, sans saison sèche, avec un été tempéré. La ville est la capitale la plus froide du Brésil. L'altitude donne à Curitiba des caractéristiques spécifiques, comme un hiver doux, comparable aux hivers de villes de plus hautes latitudes telles que Casablanca mais présentant des gelées occasionnelles. 
La proximité de la mer (à 75 km) exerce une grande influence sur le climat de Curitiba et elle permet de protéger la ville des grandes vagues de froid (qui viennent de l'Argentine et de l'Antarctique) et de modérer les jours de canicule.

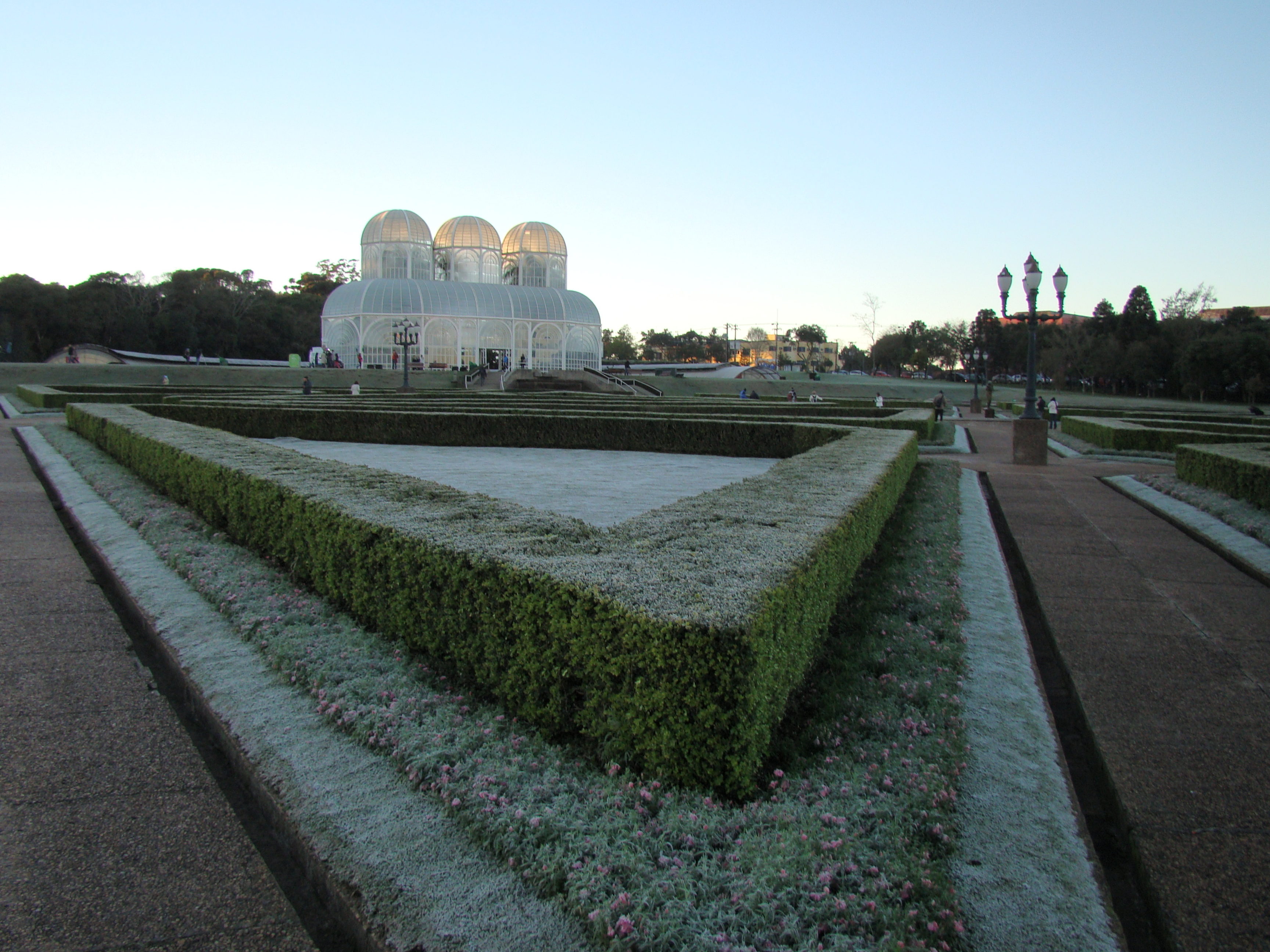
Gel dans le Jardin botanique de Curitiba.

La température varie sensiblement selon le moment de la journée. Certains jours l'amplitude thermique atteint 25 °C, et peut venir accompagné de soleil, de pluie ou de brouillard la nuit. La température moyenne est de 16,5 °C, juillet étant le mois le plus froid, et février le plus chaud. Selon le Simepar [réf. incomplète], pendant l'été les températures minimales et maximales moyennes sont respectivement de 16 °C et 26 °C. En hiver, les moyennes sont de 8 °C et 18 °C, et en moyenne 40 jours par an ont des températures au-dessous de 10 °C. La possibilité de neige existe, étant observée tous les 10 ans, en moyenne.
| Mois                              | jan. | fév. | mars | avril | mai  | juin | jui. | août | sep. | oct. | nov. | déc. | année |
| --------------------------------- | ---- | ---- | ---- | ----- | ---- | ---- | ---- | ---- | ---- | ---- | ---- | ---- | ----- |
| Température minimale moyenne (°C) | 16,4 | 16,3 | 15,4 | 12,8  | 10,2 | 8,4  | 8,1  | 9,2  | 10,8 | 12,5 | 14   | 15,4 | 12,5  |
| Température moyenne (°C)          | 20,4 | 20,6 | 19,6 | 17,2  | 14,5 | 13,1 | 12,9 | 14,1 | 15   | 16,5 | 18,2 | 19,3 | 16,8  |
| Température maximale moyenne (°C) | 26,6 | 26,7 | 25,7 | 23,1  | 21,1 | 19,6 | 19,4 | 20,9 | 21,3 | 22,6 | 24,5 | 25,4 | 23,1  |
| Ensoleillement (h)                | 184  | 161  | 172  | 164   | 178  | 160  | 173  | 175  | 134  | 156  | 177  | 171  | 2 006 |
| Précipitations (mm)               | 172  | 158  | 139  | 95    | 101  | 116  | 99   | 73   | 119  | 133  | 127  | 152  | 1 483 |

### Voies de communication

#### Aéroport
- Aéroport international de Curitiba, Afonso-Pena, situé à 14 km de la ville.

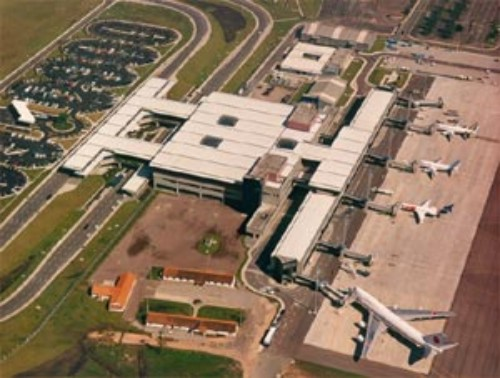
Aéroport international de Curitiba.

#### Réseau autoroutier
L’autoroute BR 116 coupe Curitiba en deux.

#### Pistes cyclables
Elles sont en 2014 rares dans la ville et en mauvais état, avec un total de 127 km.

## Histoire

### Ville coloniale

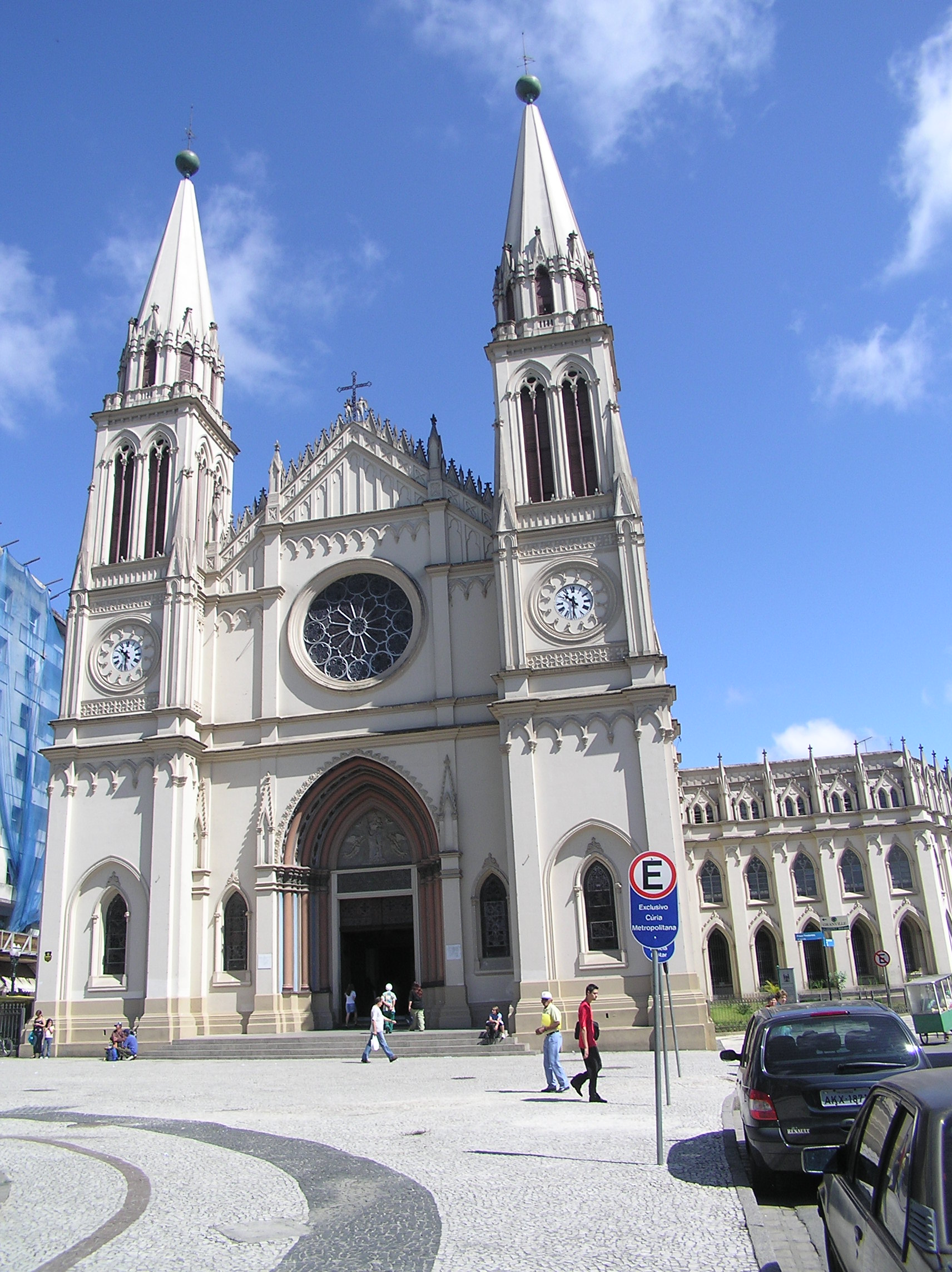
Cathédrale de Curitiba (place Tiradentes).

La ville de Curitiba est surnommée au Brésil la Cidade de Vidro[réf. nécessaire], la « ville de verre », à cause d'une architecture où les matériaux modernes prédominent.
La ville a été fondée en 1654. Elle a été élevée au rang de municipalité (en portugais : município) le 29 mars 1693 (date retenue par la ville pour la fondation), sous le nom de Vila de Nossa Senhora da Luz dos Pinhais (Ville de Notre-Dame de la Lumière des Pins). Son nom actuel a été choisi en 1721, lors de la visite de Raphael Pires Pardinho, un officiel de l'administration coloniale. Il vient du mot Tupi Coré Etuba, qui signifie « beaucoup de pins », en référence aux très nombreux pins des collines alentour.
La tradition de croissance équilibrée de Curitiba remonte à cette époque : Pardinho ordonna que les arbres ne seraient abattus que sous certaines conditions, afin de préserver cette ressource.
Il édicta aussi les premières règles d'urbanisme :
- les maisons ne peuvent être construites sans permis du conseil municipal ;
- des rues larges seront tracées (voir plan hippodamien).

La ville subsiste, à cette époque, de l'exploitation du bois, de la construction de résidences d'hiver, et du commerce. Elle est cependant très pauvre, jusqu'à l'arrivée du commerce de bétail, après 1812. Placée sur le trajet des troupeaux des zones d'élevage vers São Paulo, elle bénéficie de la construction d'entrepôts et de boutiques.
Elle devient capitale de l'État du Paraná en 1854[réf. souhaitée]. La ville s'administre seule à partir de ce moment.

### L'émancipation et le décollage

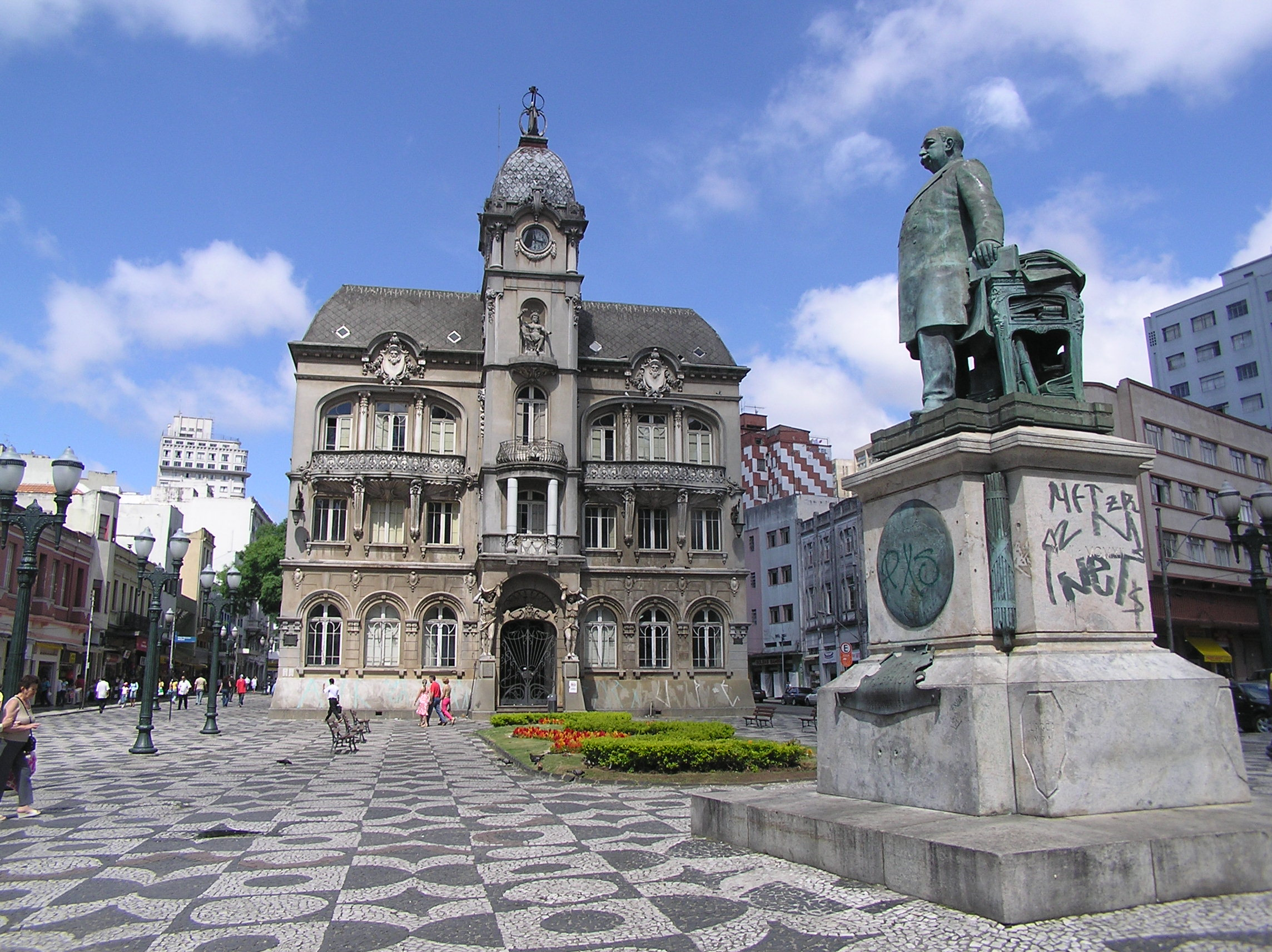
Ancien siège de la mairie de Curitiba, place Generoso Marques.

À partir de 1870, des immigrants non portugais commencent à arriver, notamment des Allemands, des Polonais et des Italiens, avec également des Français, Japonais, Anglais et Suisses en moindre nombre.
Curitiba s'enorgueillit d'avoir conservé un élément de chaque population immigrée, et donc d'avoir su capitaliser sur sa diversité :
- les Portugais et les Espagnols, métissés avec les Indiens, forment la base de la population ;
- avec l'émancipation de la ville (1854), et les encouragements du gouvernement brésilien à l'immigration, la ville attira d'autres migrants, dont de nombreux Brésiliens des autres provinces ;
- les Allemands commencent à arriver en nombre en 1872 ; ils s'installent dans le noyau urbain, et commencent l'industrialisation de la ville (sidérurgie, imprimeries), développent le commerce ; l'introduction de l'esprit civique et de la responsabilité sociale leur est attribuée ;
- les Polonais, dont l'arrivée commence en 1871, fondent des colonies agricoles autour de la ville ;
- les Italiens arrivent en 1872 et fondent la colonie de Santa Felicidade dès 1878. Selon leur origine, ils fournissent des ouvriers ou des commerçants (nord de l'Italie) ou des agriculteurs (Sud) ; ils introduisent de nouvelles techniques de culture, et forment la majorité des maraîchers (avec les Polonais) ;
- les Ukrainiens arrivent en 1895 ;
- la première présence de Japonais est relevée en 1915, avec l'arrivée du Mizumo Ryu (un bateau) ; après 1924, ils arrivent en groupes plus nombreux ;
- les Syro-Libanais se sont établis dans le commerce de vêtements et la vente au porte-à-porte.

Toutefois, la diversité ne va pas sans préjugés. Ainsi, le 8 décembre 1959, la « guerre du peigne » éclate quand un commerçant d'origine moyen-orientale refuse de donner une facture à un policier qui venait de lui acheter un peigne. L'incident dégénère en émeutes pendant lesquelles 120 magasins arabes sont pillés.
La première université fédérale du Brésil y est construite en 1913, année de l'électrification du réseau de trolleybus. La ville possède également deux écoles de langue étrangère: une anglaise et une allemande,

## Planification urbaine
Curitiba est l'exemple même de l'excellence dans la planification urbaine, par l'anticipation sur plusieurs décennies, l'adaptation et l'amélioration progressive du modèle choisi, la ténacité avec laquelle il a été conduit pendant une longue période, et surtout par les résultats obtenus.

### La situation dans les années 1950 et 1960
À la fin des années 1950, Curitiba était une ville très agréable à vivre. Cependant sa croissance inquiétait certains de ses habitants, qui craignaient qu'elle ne remette en cause son caractère. En effet, plusieurs villes du Brésil connaissaient à cette époque une croissance rapide, soit mal maîtrisée (Rio de Janeiro, São Paulo), soit hypermoderne (Brasilia), toutes choses que les habitants de Curitiba souhaitaient éviter. La croissance de la population de Curitiba, alimentée par l'exode rural, fut de 5,7 % par an des années 1950 aux années 1980.
En 1964, la population atteignait le chiffre de 430 000 habitants. Devant cette situation, le maire Ivo Arzua demanda des propositions englobant l'action sociale, l'offre de services sanitaires, l'offre de logements et bien sûr, les déplacements. L'architecte Jaime Lerner, issu de l'université de la ville, fit une proposition qui visait tout à la fois :
- à éviter les friches urbaines ;
- à préserver le secteur historique ;
- à contrôler le trafic dans le centre (downtown) ;
- à offrir un système de transport abordable et efficace.

### LeCuritiba Master Plan

#### Une longue maturation

Vue panoramique de Curitiba.

Curitiba s'était dotée d'un Plan préliminaire d'urbanisme depuis les années 1940, dont l'un des aspects était de permettre les déplacements de ses habitants et de ceux des localités voisines dans toute la ville. Ce plan avait été dirigé par le Français Alfred Agache, cofondateur de l'association française pour les études d'urbanisme. L'IPPUC (Institut de recherche et de planification urbaine de Curitiba) était chargé de la conception et d'une partie du suivi de l'application de ce plan. Il prévoyait la mise en place de services publics, la diminution des embouteillages, la création de plusieurs centres secondaires. Il comprenait la création de larges voies de communication, une distance de cinq mètres entre la voie de circulation et les premières constructions, une zone industrielle, un centre administratif. Il n'a pas été totalement mis en œuvre à cause de la situation économique de la Seconde Guerre mondiale, mais le plan définitif adopté dans les années 1960 en est l'héritier évident. C’est également de cette époque que datent quelques règles d'urbanisme, plusieurs voies très larges, la zone industrielle de la gare, le centre administratif, le centre polytechnique et le marché municipal.
Le plan adopté en 1966 établit une restructuration de la ville abandonnant le plan radial (c'est-à-dire une croissance tous azimuts), pour lui substituer une expansion de la ville selon cinq axes principaux. Ces axes, constitués d'avenues structurantes, devaient permettre une croissance linéaire en attirant les constructions résidentielles et commerciales le long de ces axes de transport. Des arrêtés de zonage furent pris dès 1966. En 1969, le maire Omar Sabbag développa le plan préliminaire de transports, et en 1971, le plan définitif de transports en commun fut achevé.
Enfin, figurait dans ce plan l'expérience tirée de la longue histoire des transports en commun de la ville. Leur introduction remonte en effet au 8 novembre 1887, avec des voitures à cheval découvertes, qui furent remplacées par des trolleybus électriques en 1913. Le nombre de passagers avait augmenté de 680 000 à 1 910 000 de 1903 à 1913. En 1928, les bus firent leur entrée en scène, et dix ans plus tard, ils ne transportaient que 2,7 millions de passagers, contre 11 millions pour le trolley.
Dans les années 1940, les lignes de bus remplacèrent progressivement celles de trolley, qui furent abandonnées définitivement en 1951. Cependant, le ticket de bus étant plus onéreux, les usagers manifestèrent et la municipalité fixa un prix unique pour tous les trajets, à 50 cruzeiros. C'était le premier tarif unique des transports en commun de la ville.

#### Des voies ternaires
Sur les cinq axes de développement choisis, des terrains furent réservés afin de construire cinq avenues à six voies de circulation (trois dans chaque sens), les voies du centre étant constituées par un couloir de bus. À partir de 1974, la construction des deux premières de ces avenues commença, et toutes furent achevées en 1982.
Le long de ces voies, les gratte-ciel sont autorisés, et à mesure qu'on s'en éloigne, la densité autorisée diminue.
Ces routes ont été conçues afin de diminuer la circulation. La vitesse y est limitée à 60 km/h, comme dans toute la ville. Aux abords des écoles, la vitesse réglementaire est de 40 km/h.

### Mise en œuvre de la planification depuis trente ans

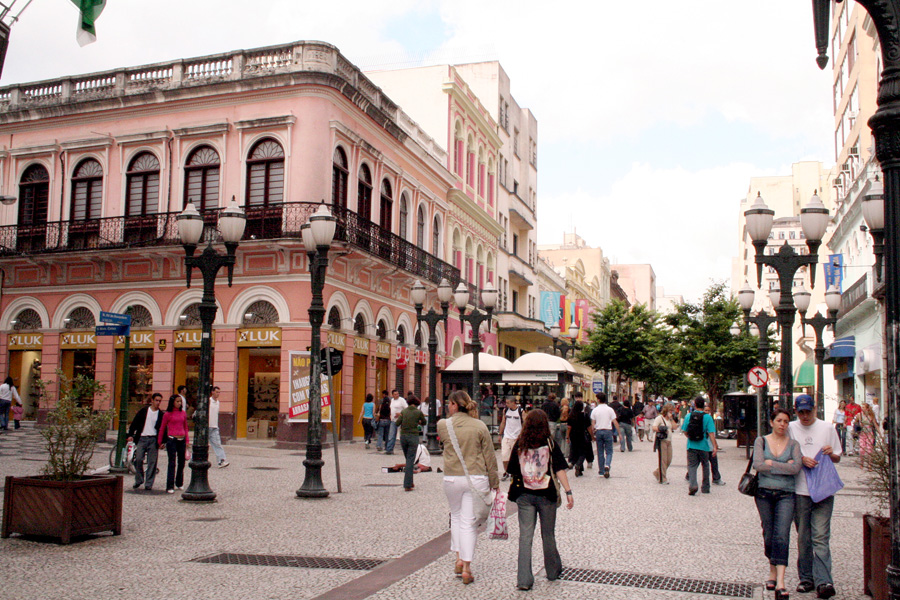
Rue 15 novembre, première grande rue piétonne du Brésil, ouverte en 1971.

#### Premières réalisations
Les premières réalisations furent, en 1971, la création des premières rues piétonnes du Brésil.
Mais le point central était bien entendu le succès du réseau de transports en commun : un service offert satisfaisant pousserait les habitants, les commerces et les entreprises à s'installer le long des axes prévus ; l'étalement urbain serait limité ; le développement de la ville contrôlé.

#### Tâtonnements de la tarification

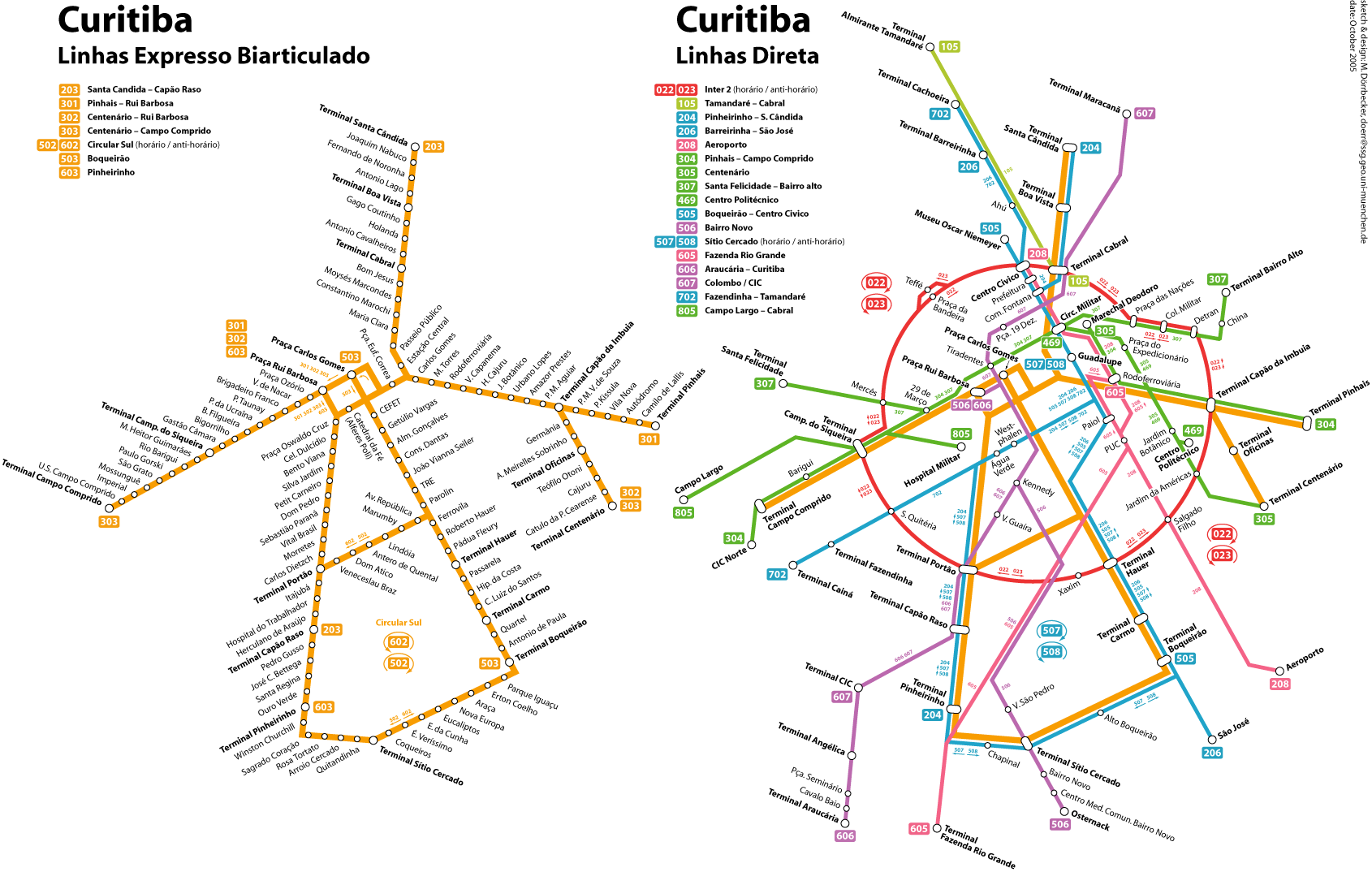
Réseau de transports de Curitiba : lignes expresses et lignes directes.

Plusieurs tâtonnements ont été nécessaires afin de parvenir à un système de transport en commun que l'on compare à un métro de surface. Tout d'abord, un seul ticket permet à quiconque de se rendre n'importe où dans l'agglomération. Les correspondances sont donc illimitées. Au départ, la municipalité mit en place un système visant à diminuer les retards dus aux paiements lors des correspondances, introduisant une marque de correspondance. Mais au bout de sept mois, la fraude se révélant importante sur ces marques en papier, la municipalité introduisit un double tarif, un pour les lignes express, et un pour les lignes reliant ces lignes express à la périphérie. Ce tarif fut abandonné au bout de dix-huit mois, car il favorisait les plus riches, vivant près du centre et ne payant qu'un ticket un peu plus cher, contre deux tickets pour les plus pauvres vivant le plus loin du centre. Les bus reliant la périphérie au centre sont donc devenus gratuits, ce qui transforma les bus en dortoirs à clochards et suscita donc des plaintes. Le retour au tarif unique, avec une séparation entre les bus de périphérie et bus express, fut un succès. Mais ce succès, en plus de la popularité des nouvelles lignes express, provoqua une croissance extraordinaire de la fréquentation, et les bus devinrent rapidement très sales. Les chauffeurs de bus étaient également tentés de faire des excès de vitesse afin de rattraper le temps perdu aux arrêts.
Les compagnies desservant les quartiers éloignés se retrouvaient de fait à transporter des clients qui avaient payé leur ticket à une compagnie parfois concurrente. En 1987, la municipalité mit en place un système de compensations fondé sur le nombre de kilomètres parcourus par les véhicules et leur type.

#### L'invention du métro de surface

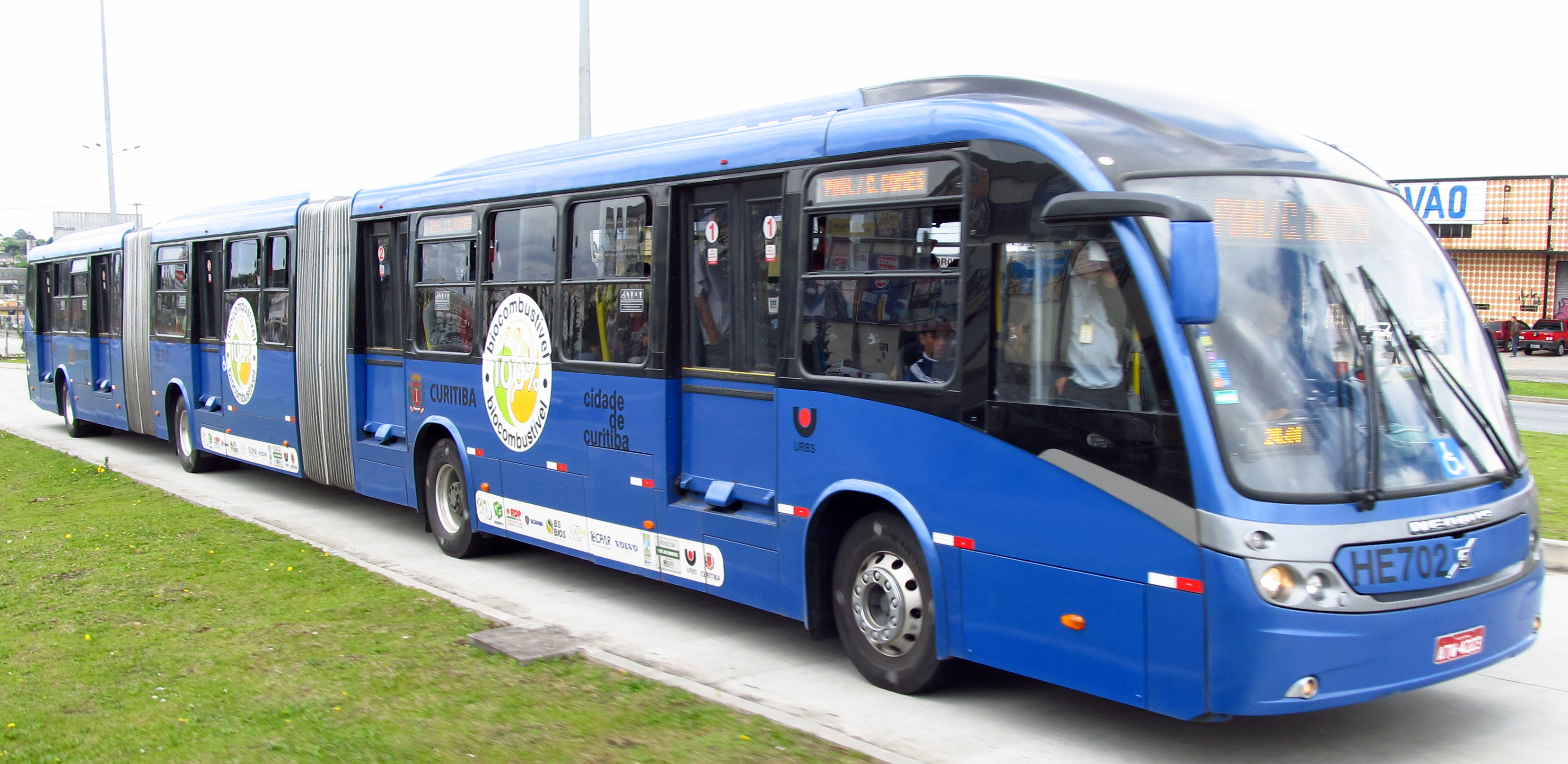
Avec 28 mètres, c'est le plus grand bus du monde.

En 1980, après avoir essayé toutes les formules de tarif, la municipalité conclut que le problème ne venait pas des tarifs, mais de la formule même du bus classique. Elle créa donc les stations de correspondance, avec l'intention d'en faire des stations de métro, en surface. Ces stations dénommées "Centres intégrés de transport" furent équipées de cabines de téléphone, et pourvues de kiosques à journaux et de boutiques de fleuristes. Ceci s'appelle le BRT (Bus Rapide Transit)
Un nouveau système de paiement fut introduit à cette occasion. Les passagers purent acheter leurs titres en métal dans les boutiques et les kiosques à journaux, ou les payer en monnaie dans les stations, avant de monter dans le bus. Ce système permit de gagner tout le temps passé par les chauffeurs de bus à encaisser les paiements. Cela permit également aux chauffeurs de réduire leur vitesse, aidés en cela par des systèmes de contrôle de vitesse.
Le point final de la réalisation fut l'invention des stations tubes d'embarquement. Au départ, la municipalité cherchait à limiter la fraude. Les bus furent tous construits avec deux portes pour la descente, et une porte d'embarquement à l'avant. Pour augmenter le confort, la rapidité du temps d'embarquement, et limiter la fraude, des tubes d'embarquement furent conçus par la ville : ils possèdent un plancher de plain pied avec le plancher des bus et des portes automatiques actionnées par un gardien de tube situées en face des portes des bus. Les passagers montants paient avant d'entrer dans le tube, les passagers descendants de bus passent par une sortie directe.

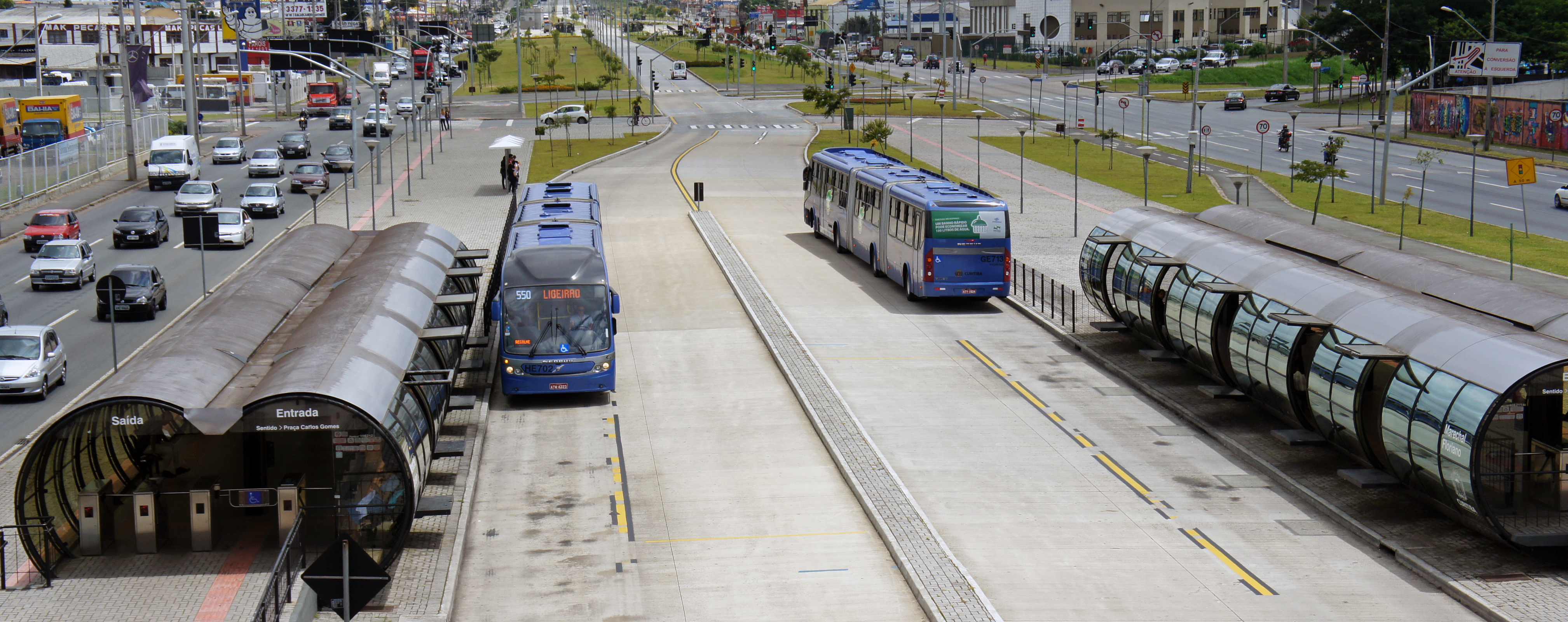
Les nouveaux bus roulent au biodisel.

Le réseau comprend des lignes de centre-ville, périphériques, de quartier, inter-districts, express, de nuit, scolaires. Chaque bus est peint aux couleurs de la ligne, qui est la même sur les plans disponibles dans les stations. Les bus desservant les quartiers périphériques sont peints en orange, quel que soit le quartier ou la compagnie. Les bus sont parfois dotés d'une ou de deux articulations, ce qui leur permet d'emporter de 170 à 270 passagers.
De plus ces bus sont loin des clichés que l'on connaît des bus d'Amérique du Sud : ils sont considérés comme plus esthétiques.

#### Autres réalisations
L'ensemble du plan permit également de préserver les espaces verts : chaque habitant dispose en moyenne de 52 m2 d'espaces verts (soit un total de 2100 hectares). La ville attache également une grande importance à sa politique de santé publique : 99 % des besoins en eau de la ville proviennent des systèmes d'adduction d'eau potable (contre 9 % au Brésil) et 97 % des foyers y sont reliés. 99,6 % des ménages ont l'électricité, 94 % un réfrigérateur. L'espérance de vie à la naissance y est de 72 ans, le taux de mortalité infantile de 16 ‰.
Curitiba est une des 4 villes du Brésil à avoir mis en place un système de tri, et récupère 13 % de ses ordures (contre 1 % en moyenne des grandes villes du pays). Elle a d'ailleurs été récompensée du Prix du meilleur environnement en 1990 par le Programme environnemental des Nations unies.
Enfin, la municipalité construisit plusieurs phares du savoir (« Faróis do Saber »): ces phares sont des centres culturels gratuits, proposant bibliothèque, accès Internet et d'autres moyens de se cultiver.

### Les résultats dans les années 1990
Le Système intégré de transports comprend[Quand ?] 221 stations-tubes, dont 25 de correspondance, 340 lignes, longues au total de 1 100 km, dont 60 km de voies réservées utilisées par 1902 bus parcourant 316 000 km et transportant 1,9 million de passagers par jour, soit plus de 85 % des habitants utilisant les transports en commun. Le Système intégré utilise également 28 lignes scolaires, avec des bus dédiés. Une enquête de satisfaction de URBS donne plus de 89 % de taux de satisfaction. Le réseau est organisé en lignes express, lignes principales et lignes inter-districts.
Le système, appelé RIT (Réseau Intégré de Transport, en portugais Rede Integrada de Transporte), intègre tous les bus de la ville. À partir d'un lieu quelconque de la ville, on peut rejoindre un autre lieu même très éloigné. Il unifie tous les transports publics de la ville. Ce système a inspiré le système de transport de Bogota, le TransMilenio.
Le remplacement fréquent des vieux bus, qui fonctionnent au diesel, limite les émissions de dioxyde de carbone.
En juin 1996, au deuxième sommet mondial des maires et urbanistes qui s'est tenu à Istanbul, Curitiba a été récompensée comme la cité la plus innovante au monde. Le système de transport a également été récompensé par l'English Building and Social Housing Foundation (EBSHF). L'Indicateur de développement humain (IDH) était de 0,8560 en 2000.

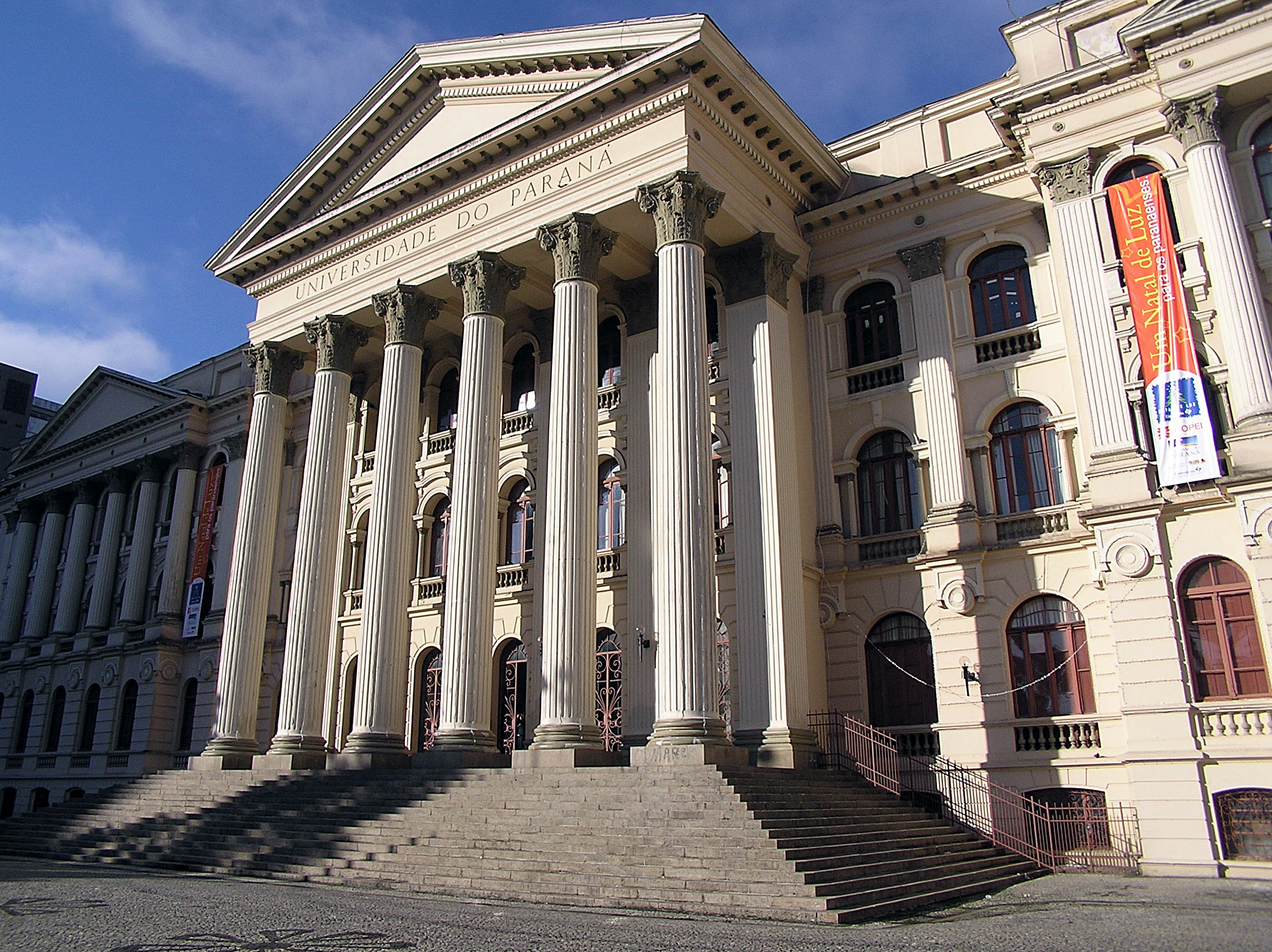
Campus Santos Andrade
Universidade Federal do Paraná.

L’université fédérale du Paraná (Universidade Federal do Paraná) est la plus ancienne université fédérale brésilienne.
Cet différents éléments expliquent la réputation de Curitiba en tant que ville durable.

## Économie

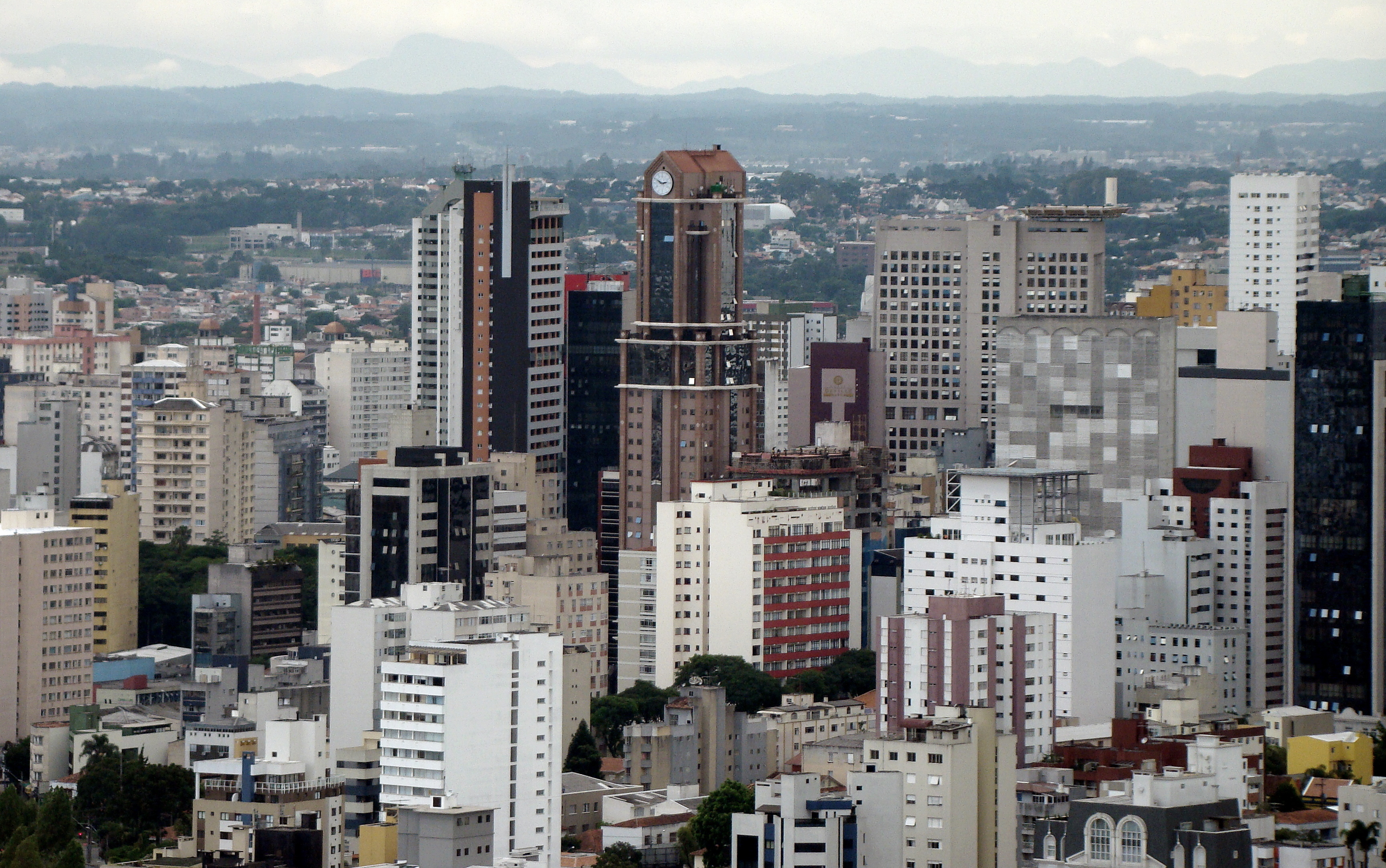
Centre économique de Curitiba.

Les bons résultats (des années 1990 - 2000) ont été favorisés par le développement de l'économie. L'économie a muté pendant ces trente années : alors qu'en 1974 le bois représentait 25 % de l'activité de la ville, la métallurgie et les industries agro-alimentaires 10 % chacun, en 1999, ces secteurs ont vu leur importance diminuer (5 %, 3,5 % et 6 %), remplacés par les industries mécaniques, de télécommunication et de transport qui se sont considérablement développées, pour représenter respectivement 18, 16 et 21 % du PIB de la ville. Cinq groupes automobiles produisent ainsi 140 000 véhicules par an en 2000 (contre 15 000 en 1997).
En décembre 2001, le taux de chômage n’est que de 4 %.
Curitiba accueille aujourd'hui le siège et l'usine Renault au Brésil. En 2008, il se construit en particulier la Dacia Logan et la Dacia Sandero, sous la marque Renault pour le marché sud-américain. Le site assemble aussi des modèles du japonais Nissan, partenaire du groupe français.

## Télécommunications
Le préfixe téléphonique (DDD) de Curitiba est le 41 et celui du Brésil est 55. Il faut donc composer le 00 55 41 pour appeler vers Curitiba à partir de l'étranger.

## Démographie
Entre 1970 et 2013, sa population a presque triplé, passant de 650 000 à 1 850 000 habitants.
La métropole, 3,3 millions d'habitants, enregistre le plus fort taux de croissance du Brésil.

## Administration et politique
Rafael Greca (PMN) devient maire de Curitiba en 2017, succédant à Gustavo Fruet (PDT)

### Jumelages
- Coimbra (Portugal)
- Córdoba (Argentine)
- Cracovie (Pologne)
- Guadalajara (Mexique)
- Hangzhou (Chine)
- Himeji (Japon)
- Lyon (France)
- Montevideo (Uruguay)
- Orlando (États-Unis)
- Santa Cruz de la Sierra (Bolivie)
- Suwon (Corée du Sud)
- Trévise (Italie)

## Religion
Un sanctuaire de la Miséricorde divine a été créé par les Marianistes polonais dans le quartier Umbará.

## Culture

### Lieux et monuments

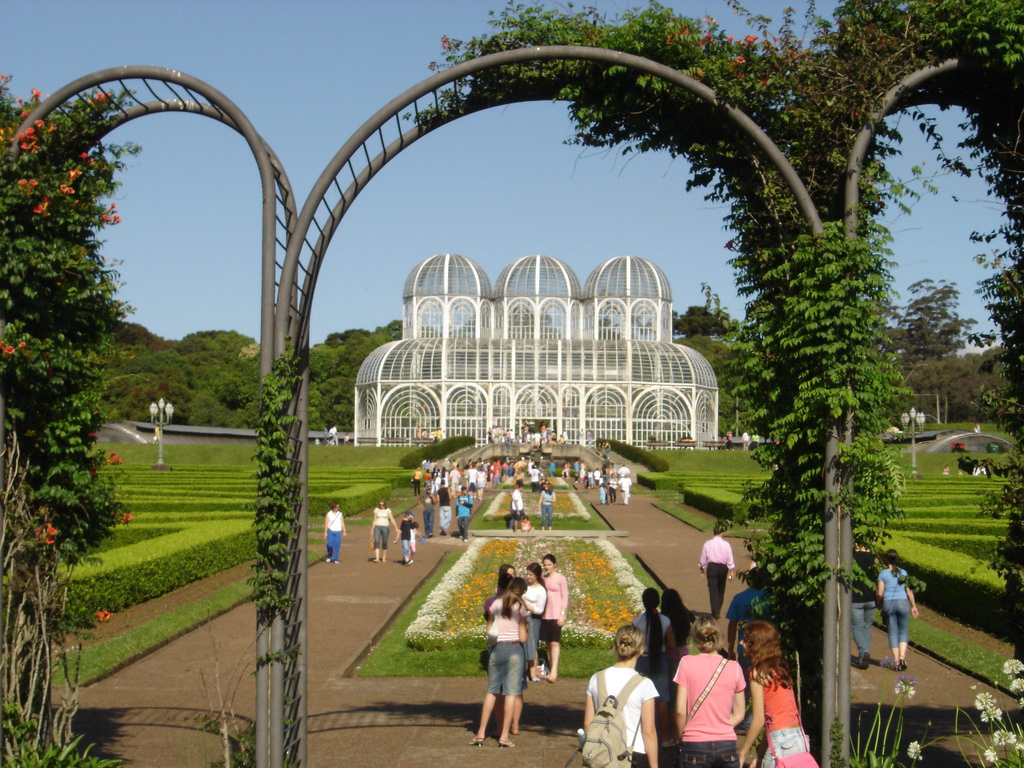
Jardin botanique de Curitiba.

Curitiba possède plusieurs monuments lumineux, construits en verre et en acier :
- le Jardin botanique de Curitiba

Le Jardin botanique de Curitiba (o Jardim botânico de Curitiba en portugais) ou Jardim Botânico Francisca Maria Garfunkel se situe dans le Jardim Botânico district de la ville de Curitiba, État du Paraná, au Région Sud du Brésil. Il est l'un des principaux symboles touristiques de la ville — en 2007, il a été l'endroit le plus choisi lors d'une élection en ligne pour choisir les « Sept Merveilles du Brésil » — et abrite une partie du campus de l'université fédérale du Paraná.
- l'Opéra de Arame

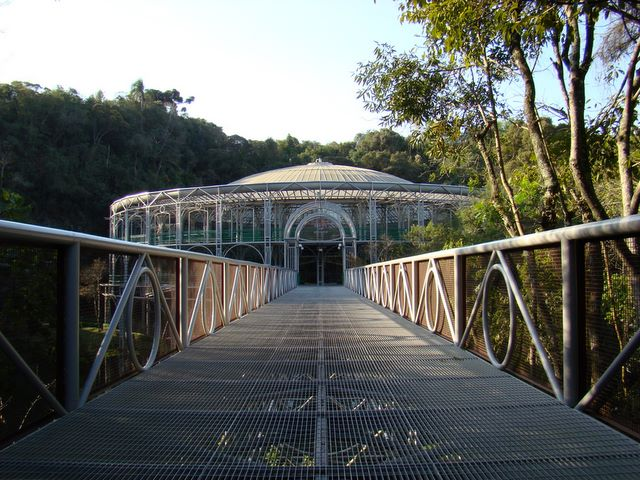
Opéra de Arame.

L’Opéra de Arame est un opéra construit en 1992 à Curitiba, dans l’État du Paraná au Brésil. C’est une construction de forme circulaire constituée de tubes en fer et recouverte de polycarbonate. Ces tubes forment une structure de cage à l’origine de son nom Opera de Arame en portugais, Wire Opera House en anglais et de Leitung Oper Haus en allemand, ce qui peut se traduire en français par opéra de fil. On y accède par une passerelle sur pilotis.
L’auditorium, d'une capacité de 2 400 personnes, est utilisé pour des présentations théâtrales et musicales. Dans le parc à proximité, se tiennent de grands événements en plein air.
Le Songe d'une nuit d'été dont l'action se déroule dans une forêt fut joué pour l’inauguration.
Son architecte est Domingos Henrique Bongestabs1, professeur d’architecture et d'urbanisme à l’université fédérale du Paraná (UFPR) aussi architecte de l'université libre de l'environnement à Curitiba. L’opéra a été construit dans le cadre de projet lancé par l’urbaniste Jaime Lerner (diplômé de l'UFPR, maire de Curitiba de 1989 à 1992 puis gouverneur du Paraná de 1995 à 2002).
- Le Musée Oscar Niemeyer

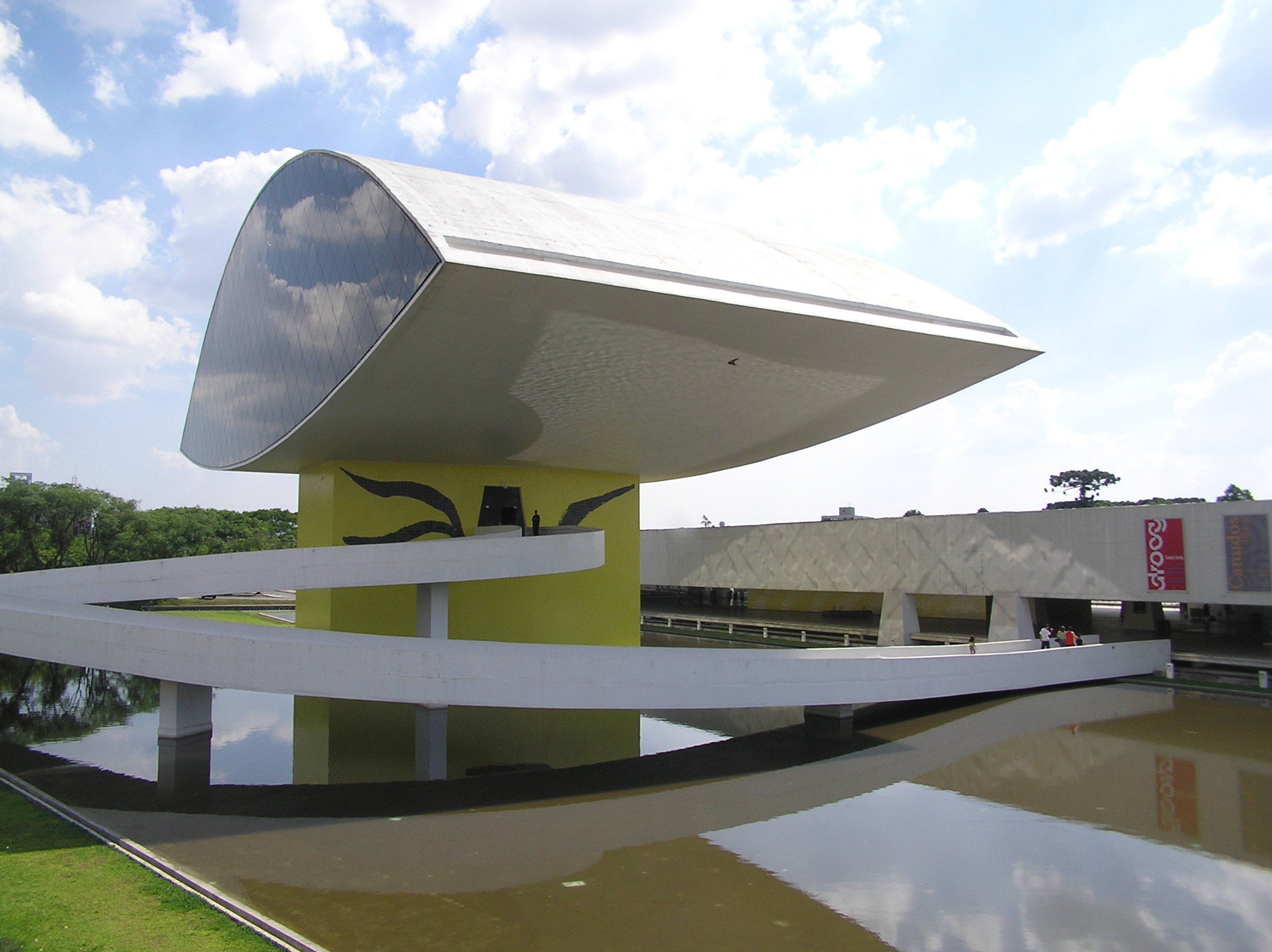
Museé Oscar Niemeyer.

Le complexe de deux bâtiments, situés dans une zone de 35 000 m2 (dont 19 000 consacrés à la zone d'exposition), est un véritable exemple d'architecture combinée avec de l'art.
Le premier bâtiment a été conçu par Oscar Niemeyer en 1967, fidèle au style de l'époque, conçu comme un Institut de l'éducation. Ce bâtiment a la deuxième plus grande dimension(?) au Brésil, avec 65 m. [1] Il a été rénové et adapté à la fonction d'un musée, pour lequel Niemeyer a conçu le bâtiment annexe, qui ressemble à un œil, en lui donnant une nouvelle identité.
Ouvert le 22 novembre 2002, avec le nom de Musée du Nouveau, avec l'achèvement de l'annexe qui a été rouverte le 8 juillet 2003, il reçoit le nom actuel. Il est connu localement comme le Musée de l'œil, en raison de la conception du deuxième bâtiment.
L'institution se consacre aux arts visuels, à l'architecture et au design. Par sa grandeur, la beauté et l'importance de la collection, il représente actuellement une institution culturelle à projection nationale et internationale.
- Museu do Holocausto de Curitiba. C'est le premier musée au Brésil sur le thème de la Shoah. Il accueille environ 15 000 visiteurs par an.

### Personnalités nées à Curitiba
- César Lattes, physicien nucléaire.
- Pierre Clostermann, aviateur militaire français.
- Sérgio Moro, magistrat.
- Jaime Sunye Neto, Grand maître international.
- Ricardo Zonta, pilote automobile.
- Raul Boesel, pilote automobile.
- Emanuel Rego, joueur de beach-volley, champion olympique et triple champion du monde.
- Henrique Rodrigues, nageur.
- Thiago Neves, footballeur.
- Giuliano, footballeur.
- Júlia Soares, gymnaste artistique brésilienne.
- Anderson Silva, pratiquant brésilien d'arts martiaux mixtes.
- Wanderlei Silva, pratiquant brésilien d'arts martiaux mixtes.
- Maurício Rua, pratiquant brésilien d'arts martiaux mixtes.
- Alexsandro de Souza, footballeur professionnel.
- Vasco José Taborda Ribas (1909-1997), avocat, écrivain, professeur et linguiste.
- Augusto Farfus, pilote automobile.
- Rodrigo Mancha, footballeur.
- Lucas Mendes, footballeur Olympique de Marseille.

## Évènements sportifs
- Rallye de Curitiba
- Circuit de Curitiba (manche du Championnat du monde des voitures de tourisme)

## Pour approfondir